# Turraeanthus africanus
Turraeanthus africanus är en tvåhjärtbladig växtart som först beskrevs av Friedrich Welwitsch och C. Dc., och fick sitt nu gällande namn av François Pellegrin. Turraeanthus africanus ingår i släktet Turraeanthus och familjen Meliaceae. Inga underarter finns listade i Catalogue of Life.